# Vuurkorf (recreatie)

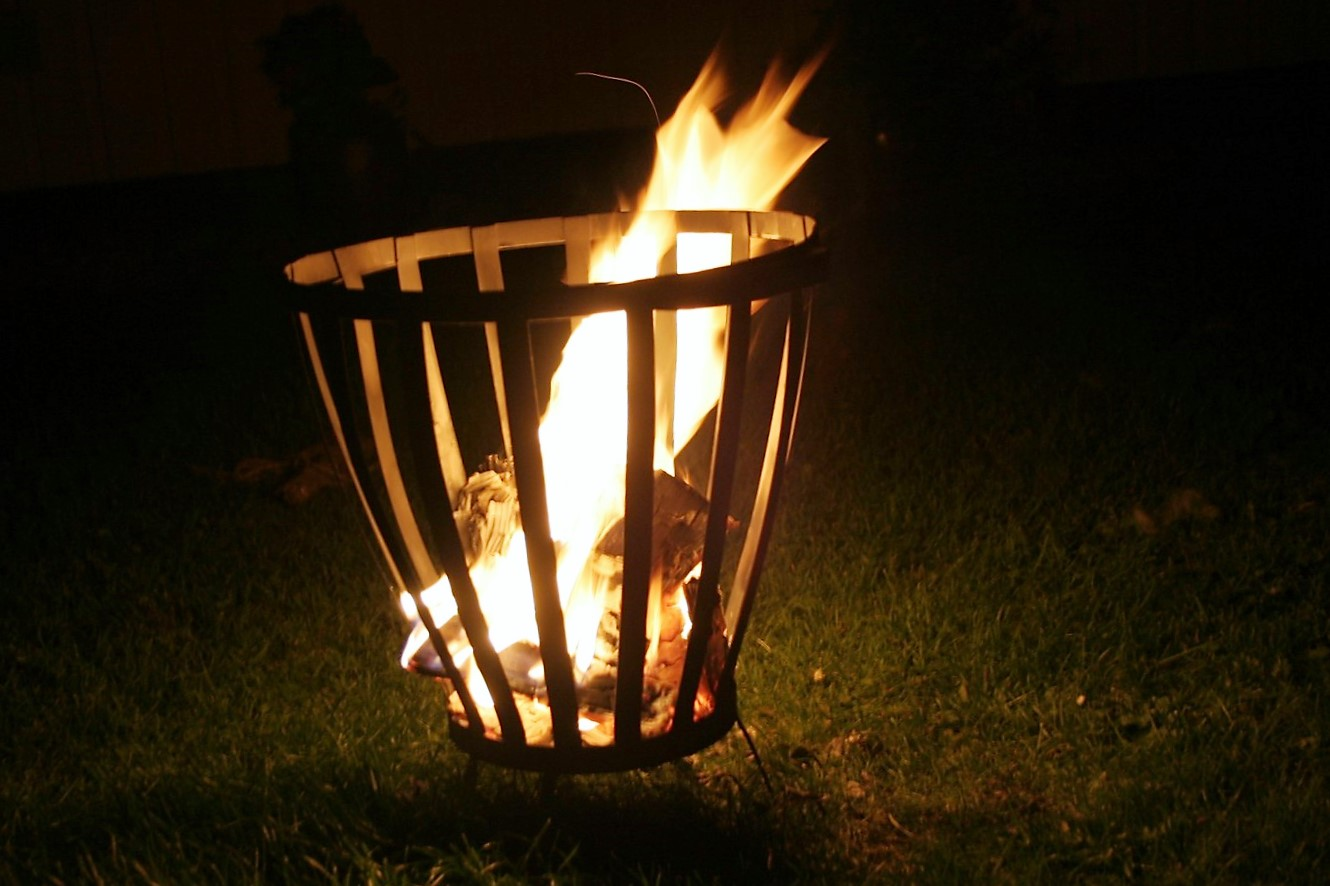
Vuurkorf

Een vuurkorf is een ijzeren mand waarin mensen in de openlucht houtblokken kunnen stoken om zo een sfeervol vuur te maken. Deze houtblokken mogen geen hars bevatten, daar anders de vonken in het rond spatten. Hout van dennen en sparren bevat voor dit gebruik te veel hars. Ook mag het hout geen verf bevatten, aangezien het verbranden daarvan giftige stoffen uitstoot.
In de middeleeuwen werden vuurkorven gevuld met zwavel gebruikt om de pest te verdrijven. Nu is de vuurkorf meer bedoeld voor recreatie. In Vlaanderen ziet men ze tijdens de kerstperiode meestal aan een kerststal staan.
In Nederland hebben de meeste gemeenten in hun Algemene Plaatselijke Verordening (APV) omtrent "vuur stoken in de openlucht", wat over het algemeen verboden is, een uitzondering gemaakt voor vuurkorven en terrashaarden, zo lang er maar geen afvalstoffen worden verbrand (zoals geverfd hout). In november 2023 nam de gemeente Utrecht het besluit om vanwege de volksgezondheid en het milieu vanaf 2025 te verbieden om buitenshuis hout te stoken met vuurkorven en kampvuren. De afwegingen die werden gemaakt betroffen onder meer het feit dat houtverbranding in vuurkorven veel fijnstof produceert (bijna drie keer zo veel als wegverkeer), dat zeer schadelijk is voor de menselijke gezondheid. Bovendien hebben vuurkorven geen schoorsteen zoals een houtkachel of open haard, zodat het fijnstof laag bij de grond wordt uitgestoten en zo veel makkelijker in de lucht komt die mensen inademen, zeker als vuurkorven in achtertuinen in een woonwijk worden gebruikt.

## Afbeeldingen

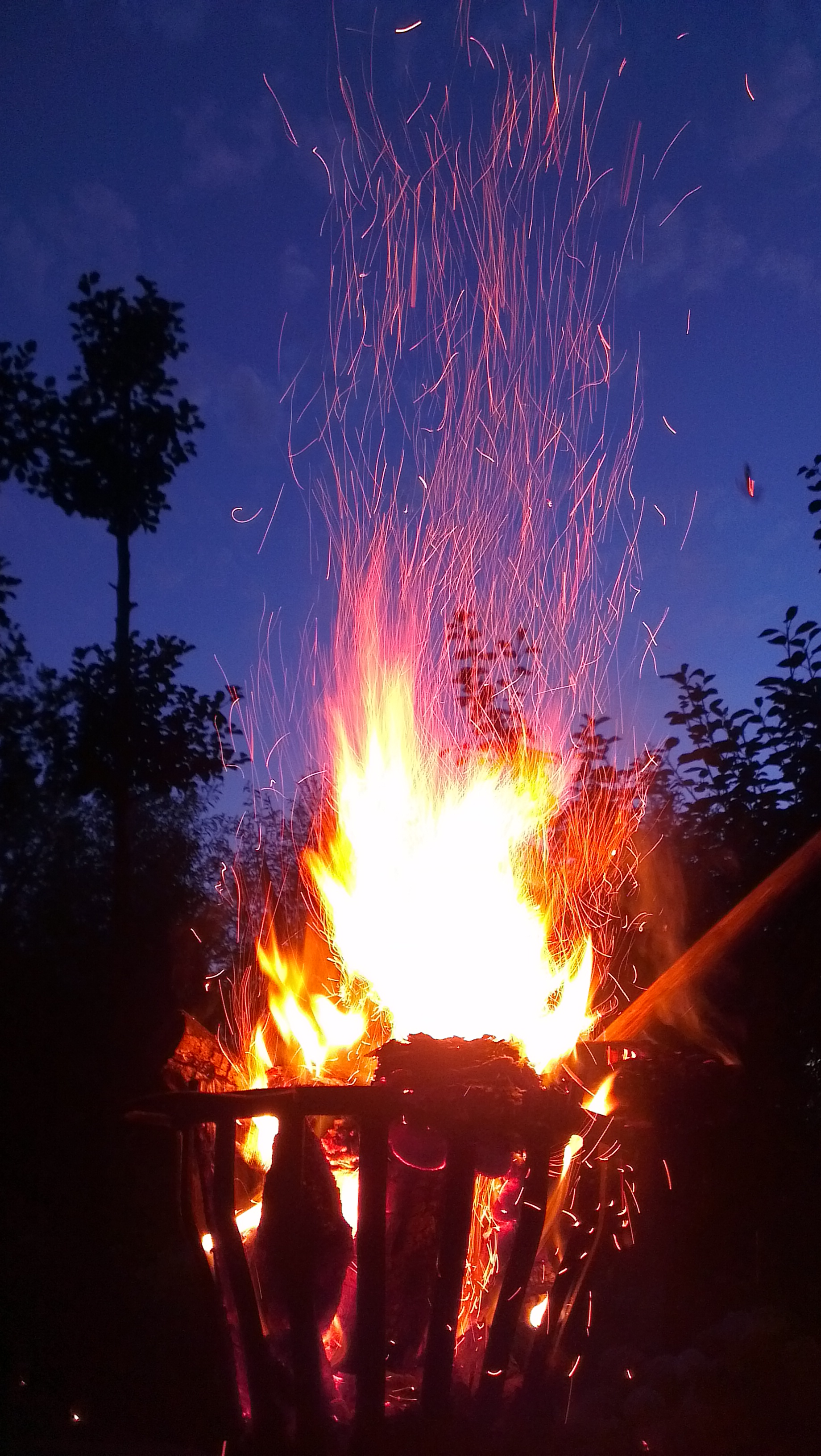
Vuurkorf met vonken